# Olga Chrżanowska
Olga Wiktorowna Chrżanowska (ros. Ольга Викторовна Хржановскаяа, z domu Czukanowa, ros. Чуканова; ur. 9 czerwca 1980 w Temyrtau) – rosyjska siatkarka, reprezentantka kraju, rozgrywająca. Obecnie występuje w Superlidze, w drużynie Dinama Kazań.
Zdobyła srebrny medal na Igrzyskach Olimpijskich w 2004 r., a także mistrzostwo Europy w 1997 r. Została odznaczona tytułem Zasłużonego Mistrza Sportu, a także Orderem „Za zasługi dla Ojczyzny” II klasy 3 października 2006 r.

## Sukcesy

### klubowe
- Liga Mistrzyń:
  -  2012
- Mistrzostwa Rosji:
  -  2012

## Odznaczenia
- Odznaczona tytułem Zasłużonego Mistrza Sportu
- Order „Za zasługi dla Ojczyzny” II klasy (3 października 2006)